# Монтгомері (Пенсільванія)
Монтгомері (англ. Montgomery) — місто (англ. borough) в США, в окрузі Лайкомінг штату Пенсільванія. Населення — 1568 осіб (2020).

## Географія
Монтгомері розташоване за координатами 41°10′20″ пн. ш. 76°52′17″ зх. д. / 41.17222° пн. ш. 76.87139° зх. д. (41.172298, -76.871333).  За даними Бюро перепису населення США в 2010 році місто мало площу 1,43 км², з яких 1,42 км² — суходіл та 0,01 км² — водойми.

## Демографія
Згідно з переписом 2010 року, у селищі мешкало 1579 осіб у 594 домогосподарствах у складі 420 родин. Густота населення становила 1106 осіб/км².  Було 664 помешкання (465/км²).
Расовий склад населення:
| - 95,9 % — білих - 1,2 % — чорних або афроамериканців - 0,3 % — корінних американців - 0,1 % — азіатів |

До двох чи більше рас належало 1,7 %. Частка іспаномовних становила 2,1 % від усіх жителів.
За віковим діапазоном населення розподілялося таким чином: 28,0 % — особи молодші 18 років, 61,7 % — особи у віці 18—64 років, 10,3 % — особи у віці 65 років та старші. Медіана віку мешканця становила 33,7 року. На 100 осіб жіночої статі у селищі припадало 93,3 чоловіків;  на 100 жінок у віці від 18 років та старших — 89,2 чоловіків також старших 18 років.
Середній дохід на одне домашнє господарство  становив 55 286 доларів США (медіана — 46 538), а середній дохід на одну сім'ю — 62 584 долари (медіана — 52 574). Медіана доходів становила 38 864 долари для чоловіків та 32 583 долари для жінок. За межею бідності перебувало 12,4 % осіб, у тому числі 13,5 % дітей у віці до 18 років та 4,1 % осіб у віці 65 років та старших.
Цивільне працевлаштоване населення становило 777 осіб. Основні галузі зайнятості: виробництво — 19,6 %, освіта, охорона здоров'я та соціальна допомога — 17,0 %, роздрібна торгівля — 11,6 %, транспорт — 8,1 %.